# 0年
0年（ゼロねん、れいねん）とは、ある時間枠の中で基点となる年、またはその前年を「0」で表した年数である。紀元、元号その他、ほとんどの紀年法には0年は存在しない。しかし、天文学では西暦0年を設定する（詳細は後節）。
また紀年法とは言えないが、今後の新しい時代の始まりとなりうる象徴的な出来事が起こった年を指す語として使用されることがある（詳細は後節）。

## 西暦0年
西暦（キリスト紀元）には、通常は、グレゴリオ暦においてもユリウス暦においても、0年を設けない。すなわち、紀元1年の前年は、紀元前1年であり、0年や紀元0年という年は存在しない。
しかし、ISO 8601:2004や天文学における暦（天文学的紀年法）では西暦0年（注：「紀元0年」ではない）を設定している。具体的には西暦1年（元年）の前年である紀元前1年を「西暦0年」とし、紀元前2年を負数で「西暦 -1年」（マイナスいちねん）、紀元前3年を負数で「西暦 -2年」（マイナスにねん）、……と紀元前の年を1年ずつずらして用いる。例えばカエサルが暗殺された紀元前44年は、西暦-43年である。

### 西暦0年を設ける理由
西暦0年を設ける理由は、西暦前から西暦後にわたる期間計算を簡便・単純にするためである。

紀元1年（「1」）の前が紀元前1年（「-1」）となる紀元前年数をそのまま用いると整数の算法に反することとなって、天文学的事象の期間計算に不具合が生じてしまう。
- 通常の紀年法：　紀元前4年 →紀元前3年 →紀元前2年 →紀元前1年 →紀元1年 →紀元2年 →紀元3年
- 天文学的紀年法：西暦 -3年 →西暦 -2年 →西暦 -1年 →西暦 0年 →西暦 1年 →西暦 2年 →西暦 3年

通常の紀年法の二元的なイメージ：

天文学的紀年法が準拠する数直線：
例：紀元2年（ = 西暦 2年）から紀元前4年（ = 西暦 -3年）までの年数の算出法
- 通常の紀年法：2 - (-4) - 1 = 5年（紀元前1年を跨ぐ場合には、1年を減じなければならない）
- 天文学的紀年法：2 - (-3) = 5年（紀元前1年を跨がない場合の年数の算出方法と同じである）

## 西暦以外の紀年法
インドで公式に使用されているインド国定暦（ヒンドゥー暦）は、基点となる年を「0年」として、基点となる年からの間隔を「N年」「紀元前N年」と表現する。この方法では、基点となる年からN年後が「紀元N年」、基点となる年からN年前が「紀元前N年」となる。一方で、基点となる紀元元年を1年とする（序数年として数える）西暦などでは、基点となる年からN年後が「紀元N+1年」、基点となる年からN年前が「紀元前N年」となり、紀元後の計算において経過した年数との間で1年のずれが生じる。これは、日本の皇紀や、台湾の民国紀元、東アジアにおける元号などでも同様である。
また、タイ、カンボジア、ラオスでは、釈迦が入滅した翌年の西暦紀元前543年を仏滅紀元元年（=1年）としているため、釈迦が入滅したその年の紀元前544年を仏滅紀元元年とするミャンマーやスリランカの紀元と1年の違いが生じる。この前者の紀元では紀元前544年を「仏滅紀元0年」と表現する場合もある。

## その他の用法など
一般的な紀年法以外でも、大きな時間の流れの中で基点となる出来事、あるいは新しい時代の始まりとなりうる象徴的な出来事が起こった年を、「（紀元）0年」「零年」「ゼロ年」と呼ぶことがある（「0時」も同様）。例えば、現代の日本で私年号としても用いられている「戦後」は、第二次世界大戦が終わった西暦1945年を「戦後0年」（時代の基点）として、その後の経過年数を表す場合にも計算されている（西暦2025年は「戦後80年」となる）。
また、ある決まった年ではなく、まだ何もない（無の）状態やそこからの始まりを予感させること、黎明期を表す抽象的な概念として、例えば映画のタイトルになった「北の零年」「ドイツ零年」「アフガン零年」などがある。政治的な用語としては、カンボジアで破壊の限りを尽くしたクメール・ルージュ（ポル・ポト派）が首都プノンペンを陥落させた1975年4月のゼロ年（クメール語: ឆ្នាំសូន្យ chhnam saun）が知られている。
なお、西暦2000年からの10年間を指す「ゼロ年代」については「2000年代」を参照のこと。